# Paweł Machcewicz
Paweł Mateusz Machcewicz (ur. 27 kwietnia 1966 w Warszawie) – polski historyk i nauczyciel akademicki, specjalista w zakresie historii najnowszej, profesor nauk humanistycznych, profesor zwyczajny w Instytucie Studiów Politycznych Polskiej Akademii Nauk, w latach 2008–2017 dyrektor Muzeum II Wojny Światowej w Gdańsku, w latach 2008–2014 główny doradca premiera Donalda Tuska.

## Życiorys
W 1989 ukończył studia na Wydziale Historycznym Uniwersytetu Warszawskiego. Od 1990 pracuje w Instytucie Studiów Politycznych Polskiej Akademii Nauk, w Zakładzie Najnowszej Historii Politycznej. W 1993 obronił doktorat, a w 2000 uzyskał stopień doktora habilitowanego nauk humanistycznych w zakresie nauk o polityce. Był stypendystą m.in. Programu Fulbrighta na Uniwersytecie Georgetown, Woodrow Wilson International Center for Scholars w Waszyngtonie, brytyjskiej Akademii Nauk w Londynie, hiszpańskiego Ministerstwa Spraw Zagranicznych i Ministerstwa Edukacji w Madrycie. W 2009 otrzymał tytuł profesora nauk humanistycznych.
W latach 2000–2006 wykładał jako profesor w Collegium Civitas (w 2006 był prorektorem ds. akademickich), następnie do 2009 pracował na stanowisku profesora nadzwyczajnego i kierownika Zakładu Systemów Komunistycznych i Zimnej Wojny w Instytucie Stosunków Międzynarodowych na Wydziale Nauk Historycznych UMK w Toruniu. W 2009 został profesorem w Instytucie Dziennikarstwa na Wydziale Dziennikarstwa i Nauk Politycznych Uniwersytetu Warszawskiego.
W latach 1990–2000 był redaktorem magazynu historycznego „Mówią wieki”. Współtworzył Instytut Pamięci Narodowej, od sierpnia 2000 do stycznia 2006 był dyrektorem Biura Edukacji Publicznej IPN. W latach 2003–2007 przewodniczył zespołowi historyków zajmujących się wyjaśnianiem wydarzeń bydgoskich z 3 i 4 września 1939. W 2007 z rekomendacji posłów Platformy Obywatelskiej był kandydatem do Kolegium IPN, jednak nie został wybrany.
1 września 2008 objął funkcję głównego doradcy w Gabinecie Politycznym Prezesa Rady Ministrów i pełnomocnika prezesa Rady Ministrów ds. Muzeum II Wojny Światowej w Gdańsku. 28 listopada 2008 minister kultury i dziedzictwa narodowego Bogdan Zdrojewski powołał go na stanowisko dyrektora Muzeum II Wojny Światowej. Kierował tą placówką do kwietnia 2017. Zasiadł także w radzie Fundacji Auschwitz-Birkenau i od 2012 w Międzynarodowej Radzie Oświęcimskiej. 19 listopada 2011 ponownie został głównym doradcą w Gabinecie Politycznym Prezesa Rady Ministrów. Pełnił tę funkcję do 23 września 2014.
Nagrodzony Nagrodą Fundacji na rzecz Nauki Polskiej dla młodych pracowników naukowych (1993), Nagrodą Historyczną Tygodnika „Polityka” (1994), Nagrodą im. Jerzego Giedroycia (2001) za książkę Emigracja w polityce międzynarodowej, Medalem Komisji Edukacji Narodowej (2008), Medalem „10 lat Instytutu Pamięci Narodowej” (2010).
Żonaty z Anną Machcewicz, ma dwoje dzieci.

## Wybrane publikacje

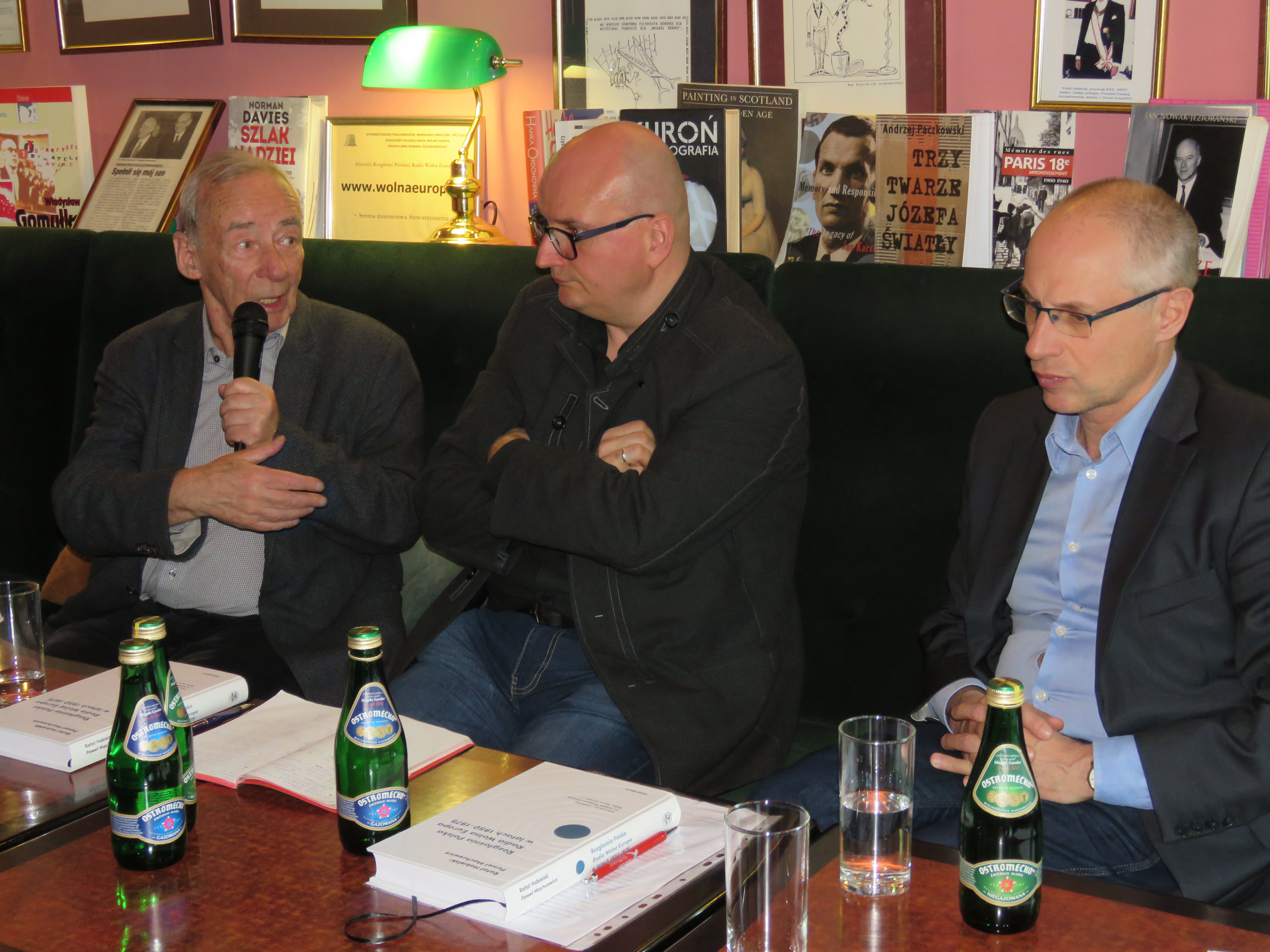
Profesorowie Andrzej Paczkowski, Sławomir Łukasiewicz, Paweł Machcewicz – Stowarzyszenie Pracowników, Współpracowników i Przyjaciół Rozgłośni Polskiej Radia Wolna Europa Imienia Jana Nowaka-Jeziorańskiego, Warszawa, 25 kwietnia 2019

- Der Beginn der Vernichtung. Zum Mord an den Juden in Jedwabne und Umgebung im Sommer 1941 (współautorzy: Edmund Dmitrów, Tomasz Szarota), Fibre, Osnabrück 2004.
- Emigracja w polityce międzynarodowej, Biblioteka „Więzi”, Warszawa 1999.
- Historia Hiszpanii (współautor: Tadeusz Miłkowski), Zakład Narodowy im. Ossolińskich, Wrocław 1998.
- „Monachijska menażeria”, walka z Radiem Wolna Europa 1950–1989, IPN, Warszawa 2007.
- Polski rok 1956, „Mówią Wieki”, Warszawa 1993.
- Rozgłośnia Polska Radia Wolna Europa w latach 1950–1975 (współautor: Rafał Habielski), Wydawnictwo Ossolineum, Uniwersytet Warszawski, Instytut Studiów Politycznych Polskiej Akademii Nauk, Wrocław-Warszawa 2018.
- Spory o historię 2000–2011, Społeczny Instytut Wydawniczy „Znak”, Kraków 2012.
- Władysław Gomułka, Wydawnictwa Szkolne i Pedagogiczne, Warszawa 1995.
- Wokół Jedwabnego (współredaktor: Krzysztof Persak), t. 1, Studia: s. 525, t. 2, Dokumenty: s. 1034, IPN, Warszawa 2002.
- Zranione miasto. Poznań w czerwcu 1956 roku (współautorzy: Stanisław Jankowiak, Agnieszka Rogulska), IPN, Poznań-Warszawa 2003.
- Wina, kara polityka (współautor: Andrzej Paczkowski), Znak Horyzont, Instytut Studiów Politycznych PAN, Kraków 2021.